# توماس باترسون
توماس باترسون (بالإنجليزية: Thomas Patterson)‏ (16 سبتمبر 1839 في أستراليا - ) هو لاعب كريكت أسترالي. لعب مع فريق تسمانيا للكريكت.

## وصلات خارجية
- توماس باترسون على موقع إي آس بي آن كريك إنفو (الإنجليزية)